# Pachycara shcherbachevi
Pachycara shcherbachevi es una especie de pez de la familia de los Zoarcidae en el orden de los perciformes.

## Morfología
Los machos pueden llegar a alcanzar los 23,6 cm de longitud total.

## Hábitat
Es un pez de mar y de aguas profundas que vive entre 2.000-4.780 m de profundidad.

## Distribución geográfica
Se encuentra al noroeste de las Islas Andamán.

## Observaciones
Es inofensivo para los humanos. 